# Lư Mộ Trinh
Lư Mộ Trinh (giản thể: 卢慕贞; phồn thể: 盧慕貞; bính âm: Lú Mùzhēn; 30 tháng 7 năm 1867 - 7 tháng 9 năm 1952) là vợ đầu tiên của nhà cách mạng Trung Quốc Tôn Trung Sơn.

## Tiểu sử
Lư Mộ Trinh sinh ngày 30 tháng 7 năm 1867. Bà kết hôn với Tôn Trung Sơn vào năm 1884 và sinh cho ông một con trai, Tôn Khoa và hai con gái, Tôn Diên và Tôn Uyển. Do đôi chân bị bó buộc, bà hiếm khi đi cùng Tôn trong các chiến dịch cách mạng của ông.
Sau khi Tôn Trung Sơn ly dị bà vào năm 1915 để kết hôn với Tống Khánh Linh, bà chuyển đến Ma Cao thuộc Bồ Đào Nha, nơi bà ở cho đến khi qua đời vào ngày 7 tháng 9 năm 1952.